# Ilex dabieshanensis
Ilex dabieshanensis là một loài thực vật có hoa trong họ Aquifoliaceae. Loài này được K. Yao & M.B. Deng mô tả khoa học đầu tiên năm 1987.